# Терсейра, Антониу Жозе
Дон Анто́ниу Жозе́ де Со́уза Мануэ́л де Мене́зеш Севери́м де Норо́нья, 1-й герцог Терсейра, 1-й маркиз Вила-Флор  (порт. António José de Sousa Manuel de Meneses Severim de Noronha; 18 марта 1792, Лиссабон — 26 апреля 1860, Лиссабон) — крупный португальский военный и государственный деятель. Лидер партии конституционалистов во время Либеральных войн, а также премьер-министр Португалии в 1836, 1842—1846, 1851, 1859—1860 годах.

## Ранние годы
Антониу Жозе де Соуза Мануэл де Менезеш Северим де Норонья родился в Лиссабоне 18 марта 1792 года. Он был первым сыном Антониу де Соуза Мануэла де Менезеша Северима де Нороньи, 6-го графа Вила-Флор (1765—1795), и Марии Жозе де Мендонсы (1773—1824), дочери Нуну Жозе де Мендонсы и Моуры, 6-го графа де Вале-де-Рейш. Будучи старшим из сыновей, он стал наследником имущества и владений одного из старейших и богатейших семейств в Португалии. По отцовской линии принадлежал к роду Соуза.
В 1795 году после смерти своего отца двухлетний Антониу унаследовал титул графа Вила-Флор, а также огромное семейное состояние. 10 февраля 1802 года 9-летний Антониу Жозе был записан кадетом в 4-й кавалерийский полк, где 24 июня 1807 года получил чин прапорщика. В том же году после вторжения французской армии в Португалию он оставил военную службу.

## Пиренейские войны
После изгнания французских войск граф Вила-Флор вернулся на военную службу в том же самом чине, который он занимал до своего увольнения. 6 декабря 1809 года он получил чин лейтенанта, затем стал капитаном 5-й роты 4-го кавалерийского полка. Граф Вила-Флор принимал активное участие в военных действиях против французских оккупантов.
5 августа 1811 года он женился на своей кузине, Марии Жозе ду Ливраменту-и-Мелу, дочери маркиза Сабугоза, укрепив свой союз с главными семьями высшей знати. В браке у них родился единственный сын, который стал 7-м графом Вила-Флор, но скончался в возрасте 15 месяцев.
Граф Вила-Флор служил в качестве адъютанта генерала Антониу Жозе де Миранды Энрикеша, 1-го виконта Созела, и маршала Уильяма Карра Бересфорда, главнокомандующего португальской армией. Он получил чин майора и отличился во время военных действий против французских войск на Пиренейском полуострове, в частности в битве при Виттории. В награду за это он был удостоен чести отправиться в Лондон, чтобы сообщить о победе. Британский главнокомандующий, Артур Уэлсли, 1-й герцог Веллингтон, в своём письме к португальскому регенту и будущему королю Жуану VI дал графу Вила-Флору высокую оценку. В августе 1813 года он был удостоен чина подполковника. Вернувшись в Португалию после Пиренейских войн 22-й летний Антониу Жозе получил чин полковника. В декабре 1815 года он был награждён Орденом Башни и Меча. В 1817—1820 годах он занимал пост губернатора провинции Пара в Бразилии. В 1821 году Антониу Жозе де Норонья вернулся вместе с королём Жуаном VI в Португалию, а в 1826 году успешно воевал против маркиза Шавеса, стоявшего во главе восстания в пользу инфанта Мигела.

## Либеральные войны
Во время Мигелистских войн выступал на стороне конституционалистов, сторонников конституционной монархии, против приверженцев абсолютизма мигелистов. После прихода к власти в Португалии короля Мигела (1828) граф Вила-Флор бежал в Англию. Здесь подготовил экспедицию на остров Терсейра и в 1829 году занял его, а затем и все Азорские острова. В 1829—1832 годах занимал пост капитан-генерала Азорских островов.
Граф Вила-Флор стал главнокомандующим армии Педру IV, бывшего императора Бразилии и короля Португалии, отца королевы Марии II, и во главе значительной армии высадился в Португалии, выступив против короля-узурпатора Мигела. Вместе с Педру IV пережил осаду Порту в 1832—1833 годах. После битвы при Понте Ферейре 23 июля 1832 года решил отказаться от командования, но не был поддержан Педру IV, хотя и получил титул герцога де Терсейра.
В июле 1833 года, переправленный с часть армии в Алгарви английским адмиралом Чарльзом Нейпиром, одержал победу в битве при Алмаде, вынудив мигелистов оставить Лиссабон. Вместе с герцогом Салданьей завершил военную кампанию против войск Мигела их разгромом в битве при Ассейсейре (16 мая 1834 года).

## Поздняя жизнь
После победы над мигелистами в 1834 году герцог Терсейра четыре раза избирался премьер-министром Португалии. Его первый срок полномочий длился с апреля по сентябрь 1836 года, но в последнем месяце он присоединился к восстанию «чартистов» под предводительством герцога Салданьи. Их силы были разбиты армией под командованием Франсишку Шавьера да Силвы, 1-го графа Антаса. Герцог Терсейра также занимал пост премьер-министра с 9 февраля 1842 по 20 мая 1846, с 26 апреля по 1 мая 1851 и с 16 марта 1859 по 26 апреля 1860 года.

## Награды
- Орден Христа
- Орден Башни и Меча
- Орден Сантьяго
- Орден Непорочного зачатия Девы Марии Вила-Висозской